# Tadd Dameron
Tadley Ewing Dameron (Cleveland, 21 februari 1917 - New York, 8 maart 1965) was een Amerikaanse jazzpianist, componist en arrangeur. Met Gil Fuller en Dizzy Gillespie was hij een van de weg bereidende arrangeurs van de vroege bop.

## Biografie
Tadd Dameron kreeg al op 4-jarige leeftijd pianoles. Van zijn broer Ceasar, die ook jazzmuzikant was, leerde hij later saxofoon spelen. Het orkestreren bracht hij zichzelf autodidactisch bij. Zijn eerste arrangementen schreef hij in 1938 in Cleveland voor de Jeter-Pillars Big Band. In het New Yorkse Minton's Playhouse ontmoette hij Charlie Parker en de bop-avant-garde. Hij begon arrangementen te schrijven voor de bop-orkesten van Dizzy Gillespie (Dizzy Gillespie Big Band) en Billy Eckstine (Billy Eckstine and His Orchestra), terwijl hij zijn brood verdiende als fabrieksarbeider. Met Miles Davis speelde hij in 1949 tijdens het Festival International 1949 de Jazz in de Salle Pleyel in Parijs. Dit concert zou een toonaangevende invloed hebben op het succes van de modernjazz in Frankrijk. Bovendien nam hij platen op met Clifford Brown, John Coltrane, Gil Evans en Kenny Dorham.
Wegens een drugsvergrijp moest hij in 1958 voor meerdere jaren achter tralies. Daarmee was zijn actieve artistieke loopbaan min of meer beëindigd, maar hij bleef wel arrangementen schrijven. Terwijl de andere pioniers van de bop vooral schitterden door virtuositeit, was Dameron niet de uitzonderlijke instrumentalist, maar daarvoor de enige in deze kring, die professioneel arrangeerde, orkestrale inleidingen en luisterrijke balladen bedacht en in een blazerset ook nog de vierde stem interessant kon laten klinken.
Dameron zal waarschijnlijk als eerste in herinnering blijven voor zijn composities. Met Fontainebleau (1956) schreef hij het eerste volledig uitgecomponeerd werk van de jazz. Nummers als Good Bait, Lady Bird, If You Could See Me Now en Hot House zijn jazzstandards geworden.

## Overlijden
Tadd Dameron overleed op 8 maart 1965 op 48-jarige leeftijd aan de gevolgen van kanker. 

## Discografie
- 1949: Cool Boppin' (Fresh Sound Records) met Miles Davis, Kai Winding, Sahib Shihab, Kenny Clarke
- 1949: The Miles Davis and Dameron Quartet: In Paris Festival International de Jazz, mei 1949 (Columbia Records)
- 1956: Fontainebleau (Prestige/OJC) met Kenny Dorham, Cecil Payne, Sahib Shihab
- Fontainebleu
- 1956: Mating Call (Prestige/OJC) met John Coltrane, Philly Joe Jones
- 1962: The Magic Touch (Riverside/OJC) met Clark Terry, Ernie Royal, Charlie Shavers, Tate Houston, Bill Evans, Ron Carter

- Bibsys: 1012201
- Bibliothèque nationale de France: cb13564499n (data)
- Gemeinsame Normdatei: 121948315
- International Standard Name Identifier: 0000 0003 6851 2793
- Library of Congress Control Number: n92018429
- Nationale Bibliotheek van Letland: 000069160
- MusicBrainz: 52763c17-465b-48e9-9e2b-3345ea8ba761
- Nationale Bibliotheek van Tsjechië: xx0001619
- Nationale en Universitaire bibliotheek Zagreb: 000665138
- Nederlandse Thesaurus van Auteursnamen: 093239211
- Réseau des bibliothèques de Suisse occidentale: 02-A003152930
- Istituto Centrale per il Catalogo Unico: LO1V264031
- LIBRIS: 136931
- SNAC: w6251qhz
- Système universitaire de documentation: 145664708
- Virtual International Authority File: 7554707
- WorldCat: E39PBJqFMPdwWbPDQjvyrX7WDq